# Juego de mazmorras

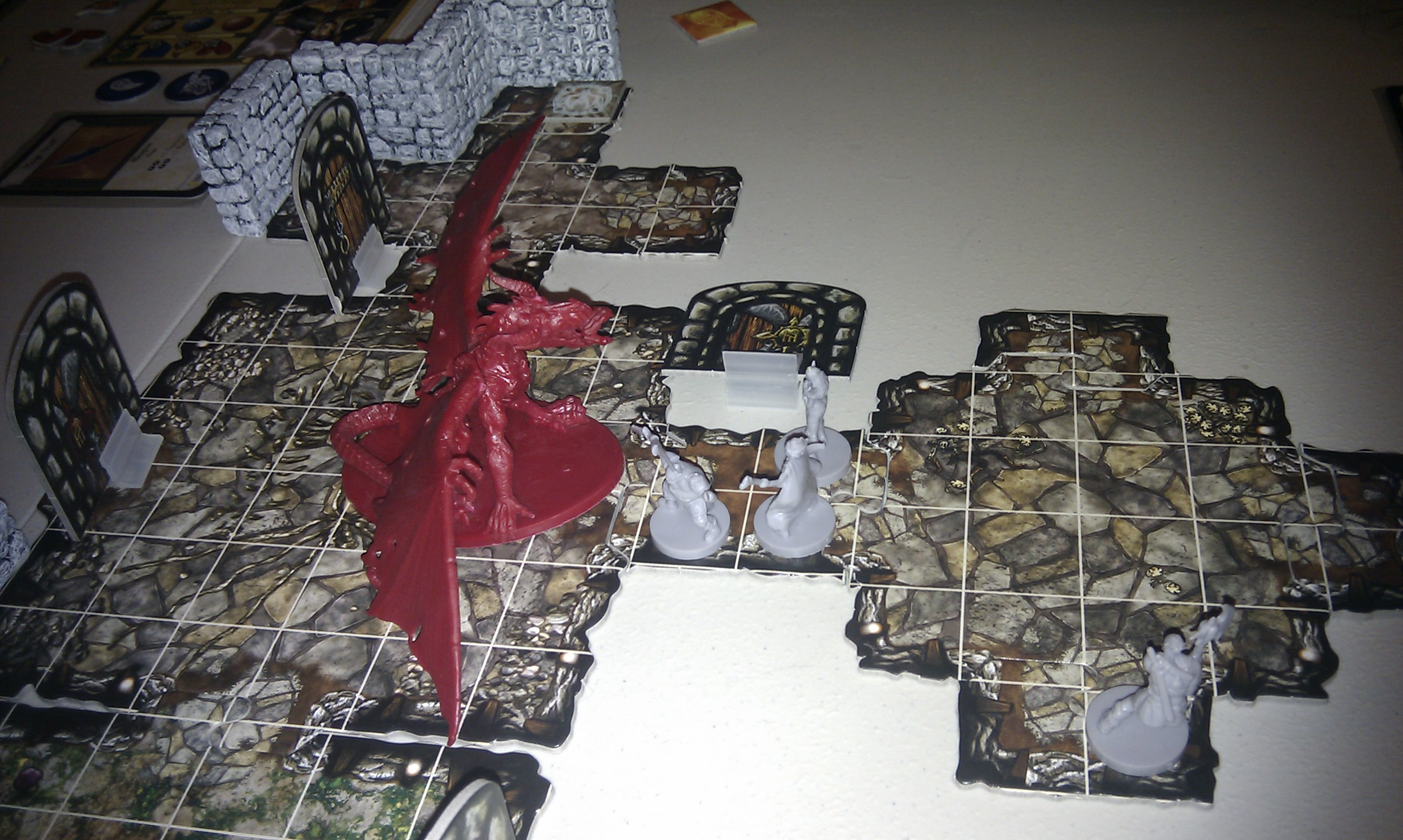
Partida de Descent: Viaje a las tinieblas.

Un juego de mazmorras o juego de exploración de mazmorras (dungeon crawl en inglés: «avanzar lentamente por una mazmorra») es un tipo de aventura para juegos de tablero, de rol y videojuegos en la que los personajes jugadores exploran una gran mazmorra (u otra estructura laberíntica similar como un castillo o una cueva), luchando contra los dragones, orcos y cualquier otro monstruo que se encuentren en su camino y recolectando los tesoros que protegían. El término puede emplearse con un sentido peyorativo, ya que los juegos de mazmorras suelen carecer de argumento significativo y de consistencia lógica. Por ejemplo, el juego parodia Munchkin trata de "la esencia de la experiencia en la mazmorra... matar monstruos, robar el tesoro, apuñalar a tu compañero."
Lo anterior, sin embargo, los hace muy fáciles de dirigir para el director de juego y el estilo de juego hack and slash (literalmente, en inglés, «trinchar y acuchillar»), típico de este tipo de aventuras, es apreciado por muchos jugadores. Ayudas visuales como mapas, dioramas y miniaturas, son usadas a menudo para representar la situación de una mazmorra durante un juego de mazmorras.
El primer juego de exploración de mazmorras fue también el primer juego de rol de lápiz y papel en ser comercializado. Se trataba de Dungeons & Dragons, lanzado al mercado en Estados Unidos en 1974. El primer juego de computadora de exploración de mazmorras fue pedit5, inspirado en Dungeons & Dragons y desarrollado en invierno de 1975 por Rusty Rutherford en el sistema de educación interactivo PLATO, basado en Urbana (Illinois). Aunque este juego fue rápidamente borrado del sistema, varios más como este aparecieron, como por ejemplo dnd (1975, también inspirado en Dungeons & Dragons) y Moria (1978, inspirado en dnd).
Algunos distinguen juegos de exploración de mazmorras entre rogue-likes y juegos de rol con historias e interacción con personajes, mientras que otros usan el término para describir cualquier juego que contenga amplia cantidad de exploración de mazmorras (incluyendo Zork, Zelda y juegos de rol en mesa). Más recientemente el término ha llegado a significar videojuegos de rol en primera persona, particularmente aquellos que son alineados a un sistema de grilla y pueden ser mapeados en un papel gráfico.

## Origen
El origen de la «mazmorra» como término para un área susceptible de ser explorada en un juego de rol surgió en 1974 con la salida al mercado del primer juego de rol en ser comercializado, Dungeons & Dragons, pues el juego contenía todas las reglas, criaturas y personajes modelados para un ambiente subterráneo abandonado. Además en el título original del juego la palabra inglesa dungeon significa «mazmorra» («calabozo» es en castellano un sinónimo de «mazmorra»).
Jugada como juego de mazmorras la versión original de Dungeons & Dragons necesitaba de un tablero que representase la mazmorra en la que los jugadores se desplazaban. El tablero es pues un elemento casi imprescindible en un juego de mazmorras tradicional (véase más abajo para la adaptación en videojuego de los juegos de mazmorras), hasta tal punto que podría decirse que los juegos de mazmorras no son en sí mismos juegos de rol sino únicamente una modalidad simplificada de juego de rol. Irónicamente los juegos de rol se consolidaron sobre todo gracias al alejamiento progresivo del uso del tablero, aunque los autores de Dungeons & Dragons concibieran inicialmente la «mazmorra» (y por tanto el tablero) como una parte importante del juego.
La exploración de mazmorras en el juego de rol Dungeons & Dragons fue influenciada por El Hobbit por J. R. R. Tolkien, las historias cortas de Lankhmar por Fritz Leiber, Tres corazones y tres leones por Poul Anderson y por las historias de "Cugel" de los libros de La Tierra Moribunda por Jack Vance.
De acuerdo a Gary Gygax (en una entrevista con Dungeon #112), la primera exploración de mazmorras era parte de un wargame en el que la fuerza invasora entraba al castillo enemigo a través de un viejo túnel de escape excavado desde la mazmorra de la fortaleza. El grupo tuvo tanta diversión con ese escenario que se repitió una y otra vez con complejidad incrementada hasta que el aspecto de wargame del juego se abandonó en favor de explorar la mazmorra.
Por otro lado existen juegos de tablero claramente inspirados de los juegos de mazmorras, por ejemplo el juego de tablero HeroQuest (1989) es un juego de mazmorras por sí mismo.
Otros ejemplos son Doom: El Juego de Tablero y Descent: Viaje a las Tinieblas, considerados sucesores de HeroQuest.

## Utilidad en los juegos de rol
La razón por la que las mazmorras son tan socorridas en los juegos de fantasía se debe a su facilidad: una red de habitaciones subterráneas mantiene las opciones de los jugadores bastante limitadas y simplifica las decisiones y planteamientos tanto del director de juego como de los jugadores. La mazmorra (u otro medio subterráneo equivalente) también provee al juego de rol una atmósfera a la que los jugadores no están acostumbrados en la vida real, aportando así al juego un cierto sentido de aventura. Por último, las redes subterráneas pueden extenderse con facilidad lo que permite tener a los exploradores ocupados por horas o días, en el caso de grandes mazmorras.

## Influencia en los videojuegos

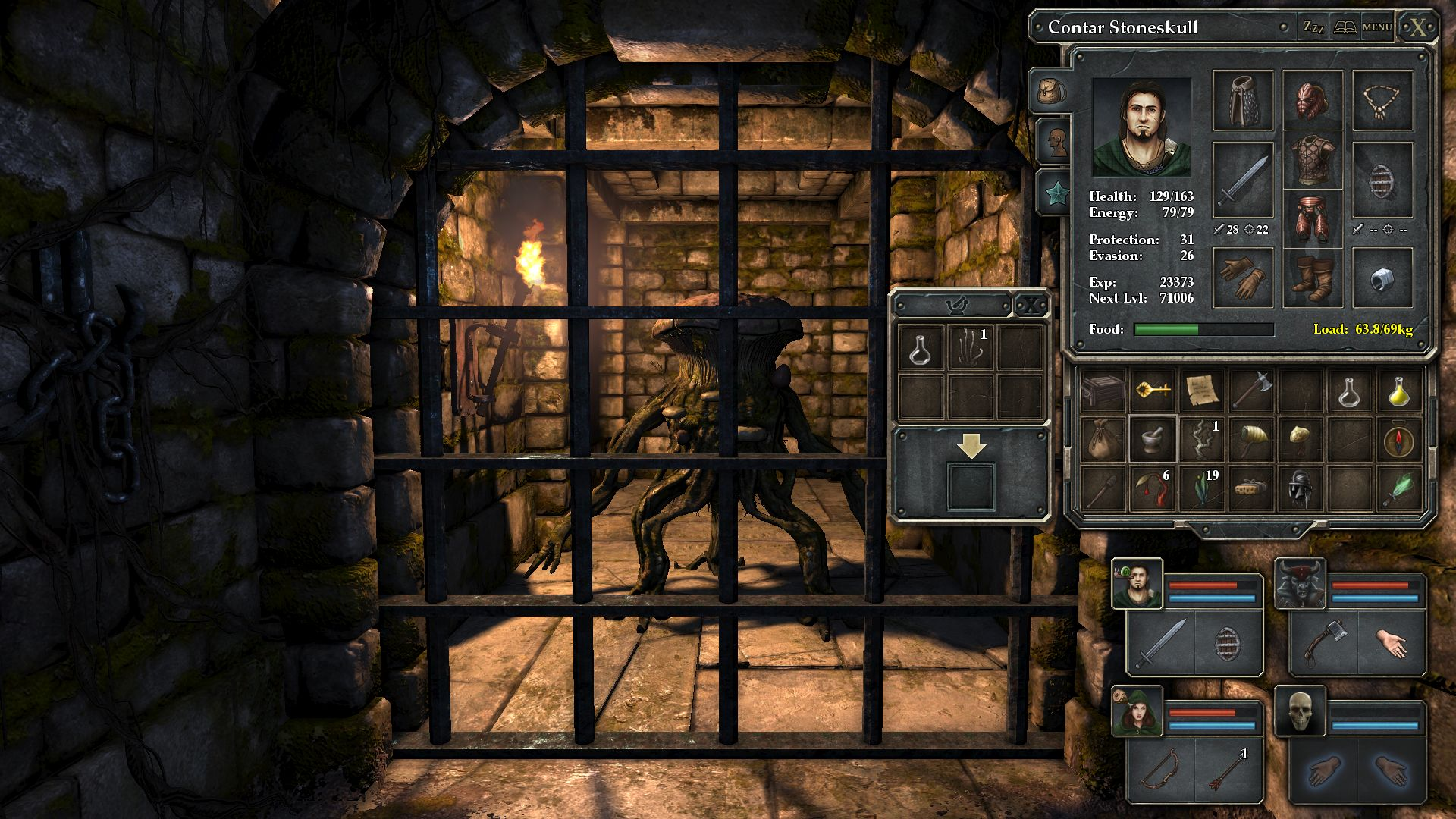
Captura de pantalla de La Leyenda de Grimrock, un juego en primera persona de tiempo real, basado en el estilo de exploración de mazmorras de Dungeon Master. En el centro de la imagen, vista adentro de la mazmorra. En la derecha el inventario abierto para un miembro del grupo.

Debido a la potencial simplicidad del juego y a las bajas expectativas que los jugadores tienen al respecto en cuestión de argumento y consecuencia lógica, los juegos de mazmorras son bastante populares en los videojuegos de rol. El género roguelike es un ejemplo común y típico de esta clase de videojuegos, con una infinidad de zonas generadas aleatoriamente sobre un mapa y monstruos y tesoros colocados aleatoriamente por todo el mapa.